# 陆阿狗
陆阿狗（？—？），上海人，中华人民共和国工人、政治人物。
当选劳模。国营上海第二纺织机械厂陆阿狗小组工，1954年，当选第一届全国人民代表大会代表。后担任国营上海第二纺织机械厂副厂长。